# خيريث ديل ماركيسادو
بلدية خيريث ديل ماركيسادو (بالإسبانية: Jérez del Marquesado) هي بلدية تقع في مقاطعة غرناطة التابعة لمنطقة أندلوسيا جنوب إسبانيا.

## الديموغرافيا
بلغ عدد سكان بلدية خيريث ديل ماركيسادو 1.079 نسمة عام 2011 (وفقاً للمعهد الوطني الإسباني للإحصاء).
| 1.214 | 1.163 | 1.090 | 1.092 | 1.107 | 1.109 | 1.079 |